# Весели рудар
Весели рудар је била једна од првих кафана у Бору, са почетка 20. века. 
Налазила се у згради старог ватрогасног Дома, преко пута нове Дирекције РТБ Бор. Данас је ова зграда видно оштећена, и потребна је реконструкција. Постоји иницијатива да се објекат стави под заштиту, и потом реконструише као Музеј посвећен рудару, где би се сачувала њена историјска аутентичност у смислу намене каква је изворно постојала. Преостали део зграде је планиран да садржи музеолошку поставку посвећену рудару на овим просторима кроз векове, испраћен презентационим капацитетима за потребе промоције и едукације. Ову зграду сматрају за најстарију у Бору, како прво помињање ове грађевине потиче из априла 1904. године када је у званичном извештају комисије Министарства шума и радника наведено да се у Бору гради „велика кафана са преноћиштем“, која је била саграђена до почетка лета исте године. Њен власник и градитељ је био Сима Јовановић, трговац и председник борске општине, припадник најбогатије и најмоћније борске породице са краја 19. и у првим деценијама 20. века. 
За ондашње борске прилике објекат је свакако био необичан: својом величином и вишефункционалном наменом одударао је не само од традиционалног градитељства, већ се истицао у односу на француско колонијално насеље, чија је изградња отпочета 1905. године. Предузимљиви газда Сима Јовановић, међутим, добро је проценио будућност рудника у то почетно време његовог рада; кафана „Весели рудар“ је била једино место у Бору где су могли да одседају истраживачи и први руководиоци рудника (Вајферт, Хофман, Шистек), нови француски власници и стручњаци, представници Министарства шума и рудника, чланови стручних комисија Владе Краљевине Србије. Тако је кафана „Весели рудар“ у бити била једино свратиште и „хотел“ у Бору током низа година. Још двадесетих година се овај објекат помиње готово искључиво као хотел.